# Publi Corneli Rufí (dictador)
Publi Corneli Rufí (en llatí Publius Cornelius Rufinus) va ser un dictador romà durant l'any 334 aC. Formava part de la gens Cornèlia, una antiga família romana d'origen plebeu.
Tenia com a magister equitum a Marc Antoni.Va ser obligat a deixar el seu càrrec a causa d'una falta en els auspicis quan va ser elegit. El menciona Titus Livi.